# Mistrzostwa Europy w Lekkoatletyce 1974 – bieg na 1500 m kobiet

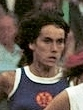
Gunhild Hoffmeister

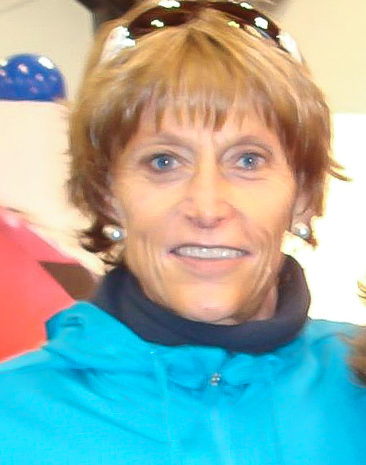
Grete Waitz (Andersen) w 2010

Bieg na dystansie 1500 metrów kobiet był jedną z konkurencji rozgrywanych podczas XI Mistrzostw Europy w Rzymie. Biegi eliminacyjne zostały rozegrane 6 września, a bieg finałowy 8 września 1974 roku. Zwyciężczynią tej konkurencji została reprezentantka Niemieckiej Republiki Demokratycznej Gunhild Hoffmeister. W rywalizacji wzięły udział dwadzieścia cztery zawodniczki z piętnastu reprezentacji.

## Rekordy
| Rekord świata     | Ludmiła Bragina (SUN) | 4:01,4  | Monachium, RFN      | 09.09.1972 |
| Rekord Europy     | Ludmiła Bragina (SUN) | 4:01,4  | Monachium, RFN      | 09.09.1972 |
| Rekord mistrzostw | Karin Burneleit (GDR) | 4:09,62 | Helsinki, Finlandia | 15.08.1971 |

## Wyniki

### Eliminacje
Rozegrano trzy biegi eliminacyjne. Do finału awansowały po trzy najlepsze zawodniczki każdego biegu eliminacyjnego (Q), a także trzy spośród pozostałych z najlepszymi czasami (q).
Bieg 1
| Miejsce | Zawodniczka         | Czas   | Uwagi |
| ------- | ------------------- | ------ | ----- |
| 1       | Gunhild Hoffmeister | 4:11,7 | Q     |
| 2       | Gabriella Dorio     | 4:12,1 | Q     |
| 3       | Tamara Pangełowa    | 4:12,8 | Q     |
| 4       | Natalia Andrei      | 4:14,1 |       |
| 5       | Rumjana Czawdarowa  | 4:15,1 |       |
| 6       | Czesława Surdel     | 4:18,7 |       |
| 7       | Wenche Sorum        | 4:19,3 |       |
| 8       | Loa Olafsson        | 4:28,0 |       |
| 9       | Sylvia Schenk       | 4:30,1 |       |

Bieg 2
| Miejsce | Zawodniczka        | Czas   | Uwagi |
| ------- | ------------------ | ------ | ----- |
| 1       | Tatjana Kazankina  | 4:11,4 | Q     |
| 2       | Lilana Tomowa      | 4:11,5 | Q     |
| 3       | Ellen Wellmann     | 4:11,5 | Q     |
| 4       | Gunilla Lindh      | 4:11,5 | q     |
| 5       | Ulrike Klapezynski | 4:11,7 | q     |
| 6       | Carmen Valero      | 4:13,0 | q     |
| 7       | Sonja Castelein    | 4:13,2 | NR    |
| 8       | Nina Holmén        | 4:14,6 |       |

Bieg 3
| Miejsce | Zawodniczka       | Czas   | Uwagi |
| ------- | ----------------- | ------ | ----- |
| 1       | Grete Andersen    | 4:11,5 | Q     |
| 2       | Joyce Smith       | 4:12,0 | Q     |
| 3       | Karin Krebs       | 4:13,2 | Q     |
| 4       | Nikolina Szterewa | 4:14,7 |       |
| 5       | Mary Purcell      | 4:15,1 | NR    |
| 6       | Ludmiła Bragina   | 4:17,8 |       |
| 7       | Silvana Cruciata  | 4:22,6 |       |

### Finał
| Miejsce | Zawodniczka         | Czas    | Uwagi   |
| ------- | ------------------- | ------- | ------- |
| 1       | Gunhild Hoffmeister | 4:02,25 | CR · NR |
| 2       | Lilana Tomowa       | 4:04,96 | NR      |
| 3       | Grete Andersen      | 4:05,21 | NR      |
| 4       | Tatjana Kazankina   | 4:05,94 |         |
| 5       | Tamara Pangełowa    | 4:09,93 |         |
| 6       | Ulrike Klapezynski  | 4:10,54 |         |
| 7       | Carmen Valero       | 4:11,61 | NR      |
| 8       | Joyce Smith         | 4:12,26 |         |
| 9       | Gabriella Dorio     | 4:12,7  |         |
| 10      | Ellen Wellmann      | 4:16,3  |         |
| 11      | Gunilla Lindh       | 4:17,5  |         |
| –       | Karin Krebs         | DNS     |         |